# Gymnopogon brevifolius
Gymnopogon brevifolius är en gräsart som beskrevs av Carl Bernhard von Trinius. Gymnopogon brevifolius ingår i släktet Gymnopogon och familjen gräs. Inga underarter finns listade i Catalogue of Life.